# Amy Craggová
Amy Craggová (* 15. listopadu 1984) je americká atletka, která se věnuje maratonskému běhu.

## Sportovní kariéra
Třikrát startovala na mistrovství světa v přespolním běhu – v roce 2010 byla členkou bronzového amerického družstva. V roce 2011 skončila na světovém šampionátu patnáctá na 5000 metrů, o dva roky později v Moskvě skončila na dvojnásobné trati čtrnáctá. Na olympiádě v Rio de Janeiro už běžela maraton a skončila devátá. Na stejné trati na mistrovství světa v Londýně vybojovala bronzovou medaili. Její osobní rekord na této trati 2:27:03 pochází z roku 2011.